# Yigoga nachadira
Yigoga nachadira là một loài bướm đêm trong họ Noctuidae.